# Алёхин, Иван Тихонович
Иван Тихонович Алёхин (1936—2022) — советский и российский организатор производства, директор завода «Брянсксельмаш», лауреат Государственной премии СССР (1983).

## Биография
Родился в деревне Ленивка Хотынецкого района Орловской области в семье рабочего МТС и колхозницы.
С 1962 года работал на заводе «Брянсксельмаш» — единственном в СССР по выпуску зерносушильных машин. С начала 1970-х гг. главный инженер, в 1979—2000 гг. директор.
Умер от коронавируса 12 февраля 2022 года.
Лауреат Государственной премии СССР 1983 года (в составе коллектива) — за создание и внедрение в с/х производство машин и оборудования для комплексной механизации обработки зерна в колхозах и совхозах. Заслуженный машиностроитель РСФСР (1987).
Награждён медалями «За доблестный труд», «За преобразование Нечерноземья РСФСР». Делегат XIX Всесоюзной партийной конференции.
Жена — Надежда Ивановна. Дочь Ольга — директор школы № 28 г. Брянска, сын Игорь — депутат Брянской областной думы.